# Op de Ring
Op de Ring was een eenmalig festival dat plaatsvond op zaterdag 21 juni 2025 op de Ringweg A10 rond Amsterdam, ter gelegenheid van het 750-jarig jubileum van de stad. Het evenement was uniek in zijn soort: nooit eerder werd de A10 opengesteld voor een grootschalig cultureel festival. Over een lengte van 15 kilometer werd slechts één rijstrook afgesloten voor publiek, terwijl de andere rijstrook tevens afgesloten werd bestemd voor openbaar vervoer en hulpdiensten.

## Programma
Run op de RingDeelnemers aan de Run op de Ring legden een afstand van 3,5 kilometer af — een traject dat vanwege de hitte gehalveerd was ten opzichte van de oorspronkelijke planning.
Trouwen op de RingEen bijzonder moment was het huwelijksprogramma, waarbij twintig koppels, gekozen via loting, trouwden midden op de snelweg tijdens een officiële ceremonie.
MuziekprogrammaVeel bezoekers kwamen af op de twee grote muziekacts: de highway rave van Audio Obscura en het DJ-duo Kris Kross Amsterdam. Beide optredens trokken grote menigten, wat leidde tot teveel drukte op delen van het terrein. Het optreden van Audio Obscura moest zelfs tijdelijk worden stilgelegd om de veiligheid van het publiek te waarborgen. Het geplande optreden van de bekende DJ Armin van Buuren werd uiteindelijk geheel afgeblazen vanwege de toenemende drukte. De organisatie vreesde dat zijn grote naam nog meer mensen zou aanmoedigen om over de hekken te klimmen, wat de veiligheid op het terrein verder in gevaar zou brengen.

## Tickets
Op 21 mei 2025 werden er 280.000 gratis tickets beschikbaar gesteld via de officiële website van het festival. Deze waren binnen enkele uren volledig vergeven, wat het tot de grootste online kaartuitgifte voor een eendaags evenement in Nederland maakt.
De kaartverdeling verliep chaotisch door een combinatie van grote belangstelling, technische problemen bij de ticketaanbieder, en onduidelijkheid over welke onderdelen vrij toegankelijk waren.
Uit een inventarisatie bleek dat meer dan 70 procent van de tickets werd toegewezen aan inwoners van Amsterdam. Van de resterende kaarten ging het merendeel naar mensen uit de omliggende regio.
Volgens schattingen trok het festival uiteindelijk ongeveer 250.000 bezoekers, al is dit lastig in te schatten omdat veel bezoekers over hekken klommen.

## Logistiek
Het festival werd binnen 36 uur op- en afgebouwd: het gedeelte van de snelweg ging op vrijdag 20 juni 2025 om 21.00 uur dicht en was op zondag 22 juni 2025 om 15.00 uur weer volledig geopend.